# Rasheed Moore
Rasheed Lee Moore (* 13. Mai 1995) ist ein US-amerikanischer Basketballspieler.

## Laufbahn
Moore spielte Basketball an der Elmer L. Meyers High School in der Stadt Wilkes-Barre (US-Bundesstaat Pennsylvania), ehe er 2013 an die East Stroudsburg University (zweite NCAA-Division) wechselte. Er studierte Gastwirtschaft und Fremdenverkehr und war vier Jahre lang Leistungsträger der Basketballmannschaft der Hochschule. In 116 Einsätzen stand Moore 113 Mal in der Anfangsaufstellung und erzielte im Durchschnitt 14,5 Punkte sowie 6,7 Rebounds im Schnitt. Mit insgesamt 1677 erzielten Punkten lag er in der ewigen Korbjägerliste der East Stroudsburg University auf dem vierten Rang.
Moore wurde im Sommer 2017 zunächst als Neuzugang des griechischen Erstligisten Aris BC vermeldet, allerdings kam der Wechsel nicht zustande, stattdessen begann der Flügelspieler seine Profilaufbahn beim deutschen Regionalligisten Wiha Panthers Schwenningen. In seinem ersten Jahr in Schwenningen führte er die Mannschaft von Trainer Alen Velcic als bester Korbschütze (21,7 Punkte/Spiel) an und stieg als Meister der 1. Regionalliga Südwest in die 2. Bundesliga ProB auf. Als ProB-Neuling erreichte Moore mit den Schwenningern im Spieljahr 2018/19 das Halbfinale, der US-Amerikaner wurde vom Basketballfachportal eurobasket.com als bester Spieler der ProB-Saison 2018/19 ausgezeichnet, nachdem ihm 20,8 Punkte je Begegnung und damit erneut der mannschaftsinterne Höchstwert gelungen war. Als Nachrücker stieg Schwenningen in die 2. Bundesliga ProA auf, Moore machte den Gang in die zweithöchste deutsche Spielklasse mit. Er war 2019/20 ebenfalls bester Schwenninger Korbschütze (15,6 Punkte/Spiel).
Mitte Juli 2020 wurde er vom Bundesligisten Skyliners Frankfurt verpflichtet. In seinem ersten Bundesliga-Spieljahr erzielte Moore 2020/21 in 33 Einsätzen im Schnitt 11,1 Punkte sowie 3,9 Rebounds je Begegnung. In der Saison 2021/22, in der er in der Bundesliga in 34 Einsätzen im Schnitt 10,3 Punkte verbuchte, verpasste er mit Frankfurt den sportlichen Klassenerhalt. Moore wechselte im Sommer 2022 zu CSO Voluntari nach Rumänien. Im August 2023 gab der thüringische Zweitligist Medipolis SC Jena die Verpflichtung des Flügelspielers bekannt. 2025 wurde Moore mit Jena Zweitligavizemeister. Damit ging seine Zeit bei den Thüringern zu Ende.